# José Varela Ortega
José Varela Ortega, né à Madrid en 1944, est un historien espagnol spécialiste de l’histoire contemporaine de l'Espagne et professeur (catedrático) à l’université Rey Juan Carlos.

## Biographie
Il est le fils de l'éditrice Soledad Ortega Spottorno, personnalité de l'Asociación Española de Mujeres Universitarias, et le petit-fils du philosophe et intellectuel José Ortega y Gasset.

## Œuvres
- (es) Los amigos políticos. Partidos, elecciones y caciquismo en la Restauración (1875-1900), Madrid, Alianza Editorial, 1977 (réédité en 2001 par Marcial Pons Historia, Centro de Estudios Políticos y Constitucionales)[2],[3]
- (es) Contra la violencia. A propósito del nacional-socialismo alemán y del vasco, Alegia, Hiria, 2001[4]
- (es) Una paradoja histórica: Hitler, Stalin, Roosevelt y algunas consecuencias para España de la Segunda Guerra Mundial, Biblioteca Nueva, 2004[5]
- (es) Los señores del poder y la democracia en España (préf. Shlomo Ben-Ami), Madrid, Galaxia Gutenberg, 2013[6][7]
- (es) España. Un relato de grandeza y odio, Madrid, Espasa, 2019[8]

Coauteur
- (es) Elecciones, alternancia y democracia. España-México, una reflexión comparativa, Madrid, Biblioteca Nueva, 2000[9]

Directeur
- (es) El poder de la influencia: geografía del caciquismo en España (1875-1923), Madrid, Marcial Pons Historia / Centro de Estudios Políticos y Constitucionales (es), 2001[10]